# Turistická značená trasa 2205
 Turistická značená trasa 2205 je 16 km dlouhá modře značená okružní trasa Klubu českých turistů v okrese Jeseník obsluhující turistické lokality v okolí Jeseníku. Část trasy vede územím CHKO Jeseníky.

## Průběh trasy
Turistická trasa 2205 má svůj počátek a konec u autobusového nádraží v Jeseníku. Nejprve vede centrem města v souběhu s červeně značenou trasou 0601 z Rejvízu do Žulové. Souběh končí u nemocnice na rozcestí se žlutě značenou trasou 7804 vedoucí rovněž z Rejvízu na Šerák. Od nemocnice pokračuje trasa 2205 na přibližně na severovýchod, přechází železniční trať Šumperk - Krnov a stoupá po Muzikantské stezce na Ripperovu promenádu. Po ní přichází do jesenických lázní. Zde se nachází rozcestí opět s červeně značenou trasou 0601, která sem z města přichází alternativním směrem, výchozí žlutě značenou trasou 7805 vedoucí k jeskyni Na Pomezí a zeleně značenou trasou 4804 rovněž od jeskyně Na Pomezí do České Vsi. S ní vede trasa 2205 v souběhu kolem Slovanského pramene, za ním souběh končí a trasa 2205 stoupá nejprve k Rumunskému prameni a poté k Vojtěchovu prameni. U něj se nachází rozcestí se zde výchozí žlutě značenou trasou 7806 na vrchol Studničního vrchu. Trasa 2205 mění směr přibližně na východní a po pěšinách vede přes Antonínovy a Heckelovy skály a poté klesá k prameni Johann Peter quelle. Od něj pokračuje přibližně po vrstevnici na vyhlídkový bod nad Českou Vsí a poté stoupá na vrch Krajník, kde se nachází rozcestí se zde výchozí žlutě značenou trasou 7930 k Sommerově skále. Za ním klesá kolem Tisové skalky k lesní kapli u samoty Lesní Dům a poté severním svahem Krajníku k Heckelovu prameni a kolem tamní železniční zastávky do České Vsi.
Po průchodu obcí stoupá loukami a posléze lesem do svahů Zlatého chlumu nejprve na rozcestí u Zapomenutého pramene, z kterého vede v krátkém souběhu se zeleně značenou trasou 4899 vedoucí od samotného pramene ke skalnímu útvaru na Běláku. Po opuštění souběhu trasa 2205 prudce stoupá kolem památníků Albína Reichela a obětem čarodějnických procesů k Čertovým kamenům. U zdejší turistické chaty se trasa kříží opět se žlutě značenou trasou 7804 z Jeseníku na Rejvíz a dál stoupá k rozhledně na Zlatém Chlumu. Odtud klesá přibližně jihozápadním směrem v souběhu opět s červeně značenou trasou 0601 přicházející z Rejvízu kolem Turistického pramene na Křížový vrch. Zde souběh končí a trasa 0601 pokračuje do Jeseníku alternativní trasou. Zároveň je zde rozcestí s výchozími trasami, kterými jsou již výše zmíněná zelená 4804 do České Vsi a žlutá 7943 na Mýtinku. Trasa 2205 odtud prudce klesá kolem několika pramenů do jesenického městského parku a poté k autobusovému nádraží, kde končí.

## Historie
Od Slovanského pramene stoupala trasa dříve lesní pěšinou k severozápadu a poté se napojovala na lesní cestu sledovanou modře a zeleně značenými cyklotrasami, u Rumunského pramene křížila současnou trasu poprvé a nad pramenem Johann Peter podruhé. Vrchol Krajníku míjela severozápadním svahem a u lesní kaple se napojovala na současnou trasu.

## Turistické zajímavosti na trase
- Ripperova promenáda
- Lípa na kolonádě
- Lázně Jeseník
- Český pomník u Českého pramene
- Balneopark v Lázních Jeseník
- Slovanský pramen
- Žofiin pramen
- Rumunský pramen
- Smrkový pramen
- Vilémův pramen
- Antonínovy skály
- Heckelovy skály
- Pramen Johann Peter quelle
- Vyhlídka nad Českou Vsí
- Vyhlídka na Krajníku
- Tisová skalka
- Lesní kaple u Lesního Domu
- Heckelův pramen
- Obecní muzeum v České Vsi
- Auto-moto veterán muzeum v České Vsi
- Památník Albína Reichela
- Památník obětem čarodějnických procesů
- Čertovy kameny
- Pramen Lórien
- Rozhledna na Zlatém chlumu
- Turistický pramen
- Křížový vrch
- Anglický pramen
- Pramen Skalka
- Sousoší Vincence Priessnitze
- Smetanovy sady v Jeseníku